# رود کونس
رود کونس (به لاتین: Künes River) یک رود در چین است که در سین‌کیانگ واقع شده‌است.